# 紀三井寺駅
紀三井寺駅（きみいでらえき）は、和歌山県和歌山市三葛（みかずら）にある、西日本旅客鉄道（JR西日本）紀勢本線（きのくに線）の駅である。
国鉄分割民営化前後の花見シーズンには一部の特急列車が停車したことがある。

## 歴史
- 1924年（大正13年）2月28日：紀勢西線の和歌山駅（現在の紀和駅）から東和歌山駅（現在の和歌山駅）を経て箕島駅までの開通に伴い開業[1][2]。
- 1959年（昭和34年）7月15日：現在の紀勢本線が全通、紀勢本線所属となる[1]。
- 1982年（昭和57年）11月1日：貨物取扱廃止[2]。
- 1987年（昭和62年）4月1日：国鉄分割民営化により西日本旅客鉄道（JR西日本）に継承[1][2]。
- 2004年（平成16年）9月1日：現在の橋上駅舎が使用開始となる[3][4]。
- 2013年（平成25年）3月16日：紀勢本線内で快速運転する快速列車も停車するようになる。
- 2014年（平成26年）11月27日：みどりの窓口が設置される。
- 2015年（平成27年）
  - 8月22日：自動改札機の使用を開始。
  - 8月30日：ICカード「ICOCA」の利用が可能となる。
- 2021年（令和3年）
  - 3月12日：この日をもってみどりの窓口の営業を終了[5]。
  - 3月22日：東改札口の供用開始[6]。
  - 7月1日：駅業務がJR西日本メンテックからJR西日本交通サービスに移管された。

かつては隣の宮前駅下り本線の約200メートル新宮方から本州化学専用線が分岐していたが（上下本線間に渡り線が無いため、本州化学入場列車は上り貨物列車の後部に併結の上、海南駅で折り返していた）、同専用線の所属駅は宮前駅ではなく当駅であったことから同分岐地点周辺までが当駅構内の扱いであった（下り本線のみの扱い）。

## 駅構造
相対式ホーム2面2線を有する地上駅。2004年に橋上駅となり、両側に出入口ができた。また、両入口ともエレベーターが設置されている。改札口は1か所のみ。和歌山駅が管理し、JR西日本交通サービスが駅業務を受託する業務委託駅。タッチパネル式自動券売機が1台設置されている。
橋上化前は単式・島式の複合型2面3線の駅構造であった。当時は1番線が御坊方面、3番線が和歌山方面で、2番線はほとんど使われていなかった。橋上駅舎への改築に伴い、3番線は撤去され、2番線が和歌山方面に使われるようになった。構内前後の線路も直線化され、分岐器や絶対信号機を持たない停留所構造となった。似たような駅改修の例としては、関西本線（大和路線）法隆寺駅が挙げられる。
2015年8月30日よりICOCAなどの各ICカードが利用可能である。

### のりば
| のりば | 路線       | 行先                       |
| ------ | ---------- | -------------------------- |
| 1      | きのくに線 | 御坊・白浜・新宮方面       |
| 2      | きのくに線 | 和歌山・天王寺・新大阪方面 |

上表の路線名は旅客案内上の名称（愛称）で表記している。

## 利用状況
2022年（令和4年）度の1日平均乗車人員は1,799人である。
近年の1日平均乗車人員の推移は以下の通りである。
| 年度   | 1日平均 乗車人数 |
| ------ | ---------------- |
| 1998年 | 1,089            |
| 1999年 | 1,212            |
| 2000年 | 1,190            |
| 2001年 | 1,199            |
| 2002年 | 1,189            |
| 2003年 | 1,244            |
| 2004年 | 1,262            |
| 2005年 | 1,354            |
| 2006年 | 1,477            |
| 2007年 | 1,595            |
| 2008年 | 1,658            |
| 2009年 | 1,687            |
| 2010年 | 1,746            |
| 2011年 | 1,745            |
| 2012年 | 1,823            |
| 2013年 | 1,985            |
| 2014年 | 2,012            |
| 2015年 | 2,141            |
| 2016年 | 2,143            |
| 2017年 | 2,131            |
| 2018年 | 2,153            |
| 2019年 | 2,120            |
| 2020年 | 1,604            |
| 2021年 | 1,661            |
| 2022年 | 1,799            |

## 駅周辺
- 紀三井寺 （金剛宝寺）
- 名草山
- 和歌山県立医科大学紀三井寺キャンパス
- 和歌山県立医科大学附属病院
- 和歌山県立医科大学保健看護学部
- ヤマダデンキ 家電住まいる館×YAMADA web.com 和歌山店
- セントラルシティ和歌山
  - スーパーセンターオークワ セントラルシティ和歌山店
  - ABC MART セントラルシティ和歌山店
  - キャンドゥ セントラルシティ和歌山店
- ラウンドワンスタジアム 和歌山店
- ニトリ紀三井寺店
- ラ・ムー 紀三井寺店
- 和歌山市立名草小学校
- 和歌山市立明和中学校
- 日本郵便 紀三井寺郵便局
- 紀陽銀行紀三井寺支店
- 国体道路

### バス路線
- 和歌山バス
  - 44系統（紀三井寺線）：南海和歌山市駅 / 医大病院
- 和歌山市地域バス
  - 紀三井寺団地線：オークワ紀三井寺店

このほか、駅から200メートルほど西（県道135号線沿い）には医大病院東口停留所があり、そこからも発着している。

## 隣の駅
西日本旅客鉄道（JR西日本）
 きのくに線（紀勢本線）
■快速
黒江駅 - 紀三井寺駅 - 和歌山駅
■普通（阪和線内で直通快速または紀州路快速となる列車を含む）
黒江駅 - 紀三井寺駅 - 宮前駅